# Турци
Турци (тур. Türkler) су најбројнији народ из туркијске групе народа, који претежно живи у Турској, где чини око 80% становништва. Турци су настали мешањем туркијских племена са индоевропским народима (Персијанцима, Јерменима, Грцима, Курдима и Словенима). Турци су већином сунитски муслимани, а говоре турским језиком, који припада туркијској групи алтајске породице језика.

## Историја
Први се пут спомињу у 6. веку, а представљају културно-политичке наследнике туркијских народа, који су у 11. веку продрли у Анатолију, мешајући се постепено са осталим народима у том делу света: Арапима на југу и југозападу Персијанцима на југоистоку Грцима на западу, Јерменима и Курдима на истоку, Грузинима на североистоку, а делом и са Словенима на југоистоку Европе. Мешање је било толико изражено да данашњи Турци немају антрополошке сличности са оригиналним Турцима који су припадали источноазијској људској заједници, већ се физички уопште не разликују од осталих Европљана и становника југозападне Азије.

## Распрострањеност
Турака укупно има око 67.000.000, од тога у Турској око 61.500.000, у Немачкој 2.800.000, Бугарској 508.000, Холандији 308.000 и на Кипру 150.000. Турци су већинско становништво (96%) у Турској Републици Северни Кипар, фактички независној држави на северној трећини Републике Кипар, чију независност није признала ниједна држава осим Турске.
Данашња Турска не признаје само Турке као своје држављане, већ се исто тако дичи својом јаком дијаспором, али и „етничким Турцима“ (Турцима у етничком смислу), који су у ствари регионална мањина.

## Турска колонизација
Откако су се доселили из Азије као номадско племе и ступили у службу иконијског султана, с правом да уживају територију у близини византијске границе на Мраморном мору, па до средине XIV века, Турци су се од непожељних пљачкаша претворили у опасну освајачку силу. Названи Османлије, по свом поглавици Осману, умешали су се у византијске сукобе, проширили територију и 1354. закорачили на Балканско полуострво. Слабост балканских господара омогућила им је да убрзо захвате шире подручје, престоницу пренесу у Једрене и у расељена насеља доведу свој турски живаљ. Из нових упоришта сада су могли да проваљују у бугарске, грчке и српске земље, па и даље чак до Беча и шире свој културни утицај.

### Анадолија
Након слабљења Румског султаната 1299. године Осман I се коначно дочепао независних територија на рубу подручја у Анадолији које је било под влашћу разних независних турских поглавица који су ту нанети продором румског султаната у унутрашњост полуострва. Турци су ипак више подстицали Туркификацију у Малој Азији, али је ипак било и премештања становништва из већински турског и иранског источног дела у предоминантно грчки запад. Оно на шта су се Турци поготово ослањали било је премештање становништва након ког би уследио мешовити брак, из ког би дете било турске етничке припадности (јер нације нису постојале све до Француске револуције) и исламске вероисповести што је стара традиција Селџучког султаната. Турци су такође потискивали Ромеје (Грке) на приобални део полуострва или ван Мале Азије уопште, али је ту ипак остао велики део становништва све до размене живља које је уследило између Грчке и Турске након Првог светског рата. Бајазит II 1487. коначно осваја Караманидски бејлик чиме Анадолија по први пут пада у Османске руке у целости. Турци се и нису претерано фокусирали на колонизацију источног дела царства са курдском етничком већином, али су одувек гајили мржњу према Јерменима које су скоро истребили.

### Балкан
Већ по продору у Тракију и освајању Једрења 1362. године и постављања града за престоницу 1363. године под Мурадом I отпочело је пресељавање Турака из азијског дела царства у сам град и његову околину. Ово је у ствари био највећи покушај колонизације спроведен од стране централне османлијске власти. Након освајања Босне кренуло је обимније насељавање етничких Турака на Балкан. Баш ово је разлог великог броја Турака у Бугарској, Северној Македонији, Грчкој и Албанији, док су из Србије већина њих протерана (искључујући Косово и Метохију на којима се налазе у великом броју).

## Галерија
- Турци у Турској
- Турска Република Северни Кипар
- Турци у Бугарској
- Турци у Грчкој
- Турци у Србији (на Косову) 2011. године

- Људи на Анафарталар Булевару у Анкари педесетих година
- Турски старац и његова унука
- Турске жене